# Ramaria thiersii
Ramaria thiersii är en svampart som beskrevs av R.H. Petersen & Scates 1988. Ramaria thiersii ingår i släktet Ramaria och familjen Gomphaceae.   Inga underarter finns listade i Catalogue of Life.